# Мизоэн
Мизоэн (фр. Mizoën) — коммуна во Франции, находится в регионе Рона — Альпы. Департамент коммуны — Изер. Входит в состав кантона Бур-д'Уазан. Округ коммуны — Гренобль.
Код INSEE коммуны — 38237. Население коммуны на 1999 год составляло 163 человека. Населённый пункт находится на высоте от 955 до 2964 метров над уровнем моря. Муниципалитет расположен на расстоянии около 520 км юго-восточнее Парижа, 130 км юго-восточнее Лиона, 36 км юго-восточнее Гренобля. Мэр коммуны — Андре Жуанни, мандат действует на протяжении 2001—2008 гг.
Динамика населения (INSEE):